# Pistolet AMT Accelerator
Accelerator – amerykański pistolet samopowtarzalny produkowany przez firmę Galena Industries pod marką AMT, przeznaczony do polowań na drobną zwierzynę i strzelania sylwetkowego. Acelerator jest wersją pistoletu AMT Hardballer Longside przystosowana do zasilania nabojami .400 CorBon.

## Opis
AMT Accelerator jest bronią samopowtarzalną. Zasada działania oparta na krótkim odrzucie lufy. Zamek ryglowany przez przekoszenie lufy.  Połączenie lufy z zamkiem w położeniu zaryglowanym zapewniają dwa występy ryglowe wchodzący w wyżłobienie w zamku. Odryglowanie zapewnia łącznik odryglowujący lufy.
Mechanizm spustowy bez samonapinania z kurkowym  mechanizmem uderzeniowym,
co oznacza konieczność napinania kurka po każdym wystrzale. Skrzydełko bezpiecznika znajduje się na szkielecie. Dodatkowo pistolet wyposażony jest w bezpiecznik chwytowy
Accelerator jest zasilany z wymiennego, jednorzędowego magazynka pudełkowego o pojemności 7 naboi umieszczonego w chwycie. Zatrzask magazynka po lewej stronie chwytu.
Lufa gwintowana.
Przyrządy celownicze regulowane (muszka i szczerbinka).